# دوبیر خاص
دوبیر خاص (به انگلیسی: Dubair Khas) یک منطقهٔ مسکونی در پاکستان است که در خیبر پختونخوا واقع شده‌است.